# Pleasant Hill (Luizjana)
Pleasant Hill – wieś w Stanach Zjednoczonych, w stanie Luizjana, w parafii Sabine.